# Sierra Real
Sierra Real es un macizo montañoso de la provincia de Málaga, en Andalucía, España. Está situada en el término municipal de Istán, en la comarca de la Sierra de las Nieves. 
Está rodeada por los cauces de los ríos Guadaiza y Verde. Su mayor cumbre es el pico de Plaza de Armas que alcanza los 1.331 m s. n. m.
A pesar del importante grado de deforestación que presenta debido a numerosos incendios, aún conserva una significativa concentración de pinsapos así como quejigos y alcornoques. Uno de sus lugares más conocidos es el llamado Hoyo del Bote, donde se encuentra el Castaño Santo, de una edad estimada de entre 800 a 1000 años.